# Geoffrey Faithfull
Pour les articles homonymes, voir Faithfull (homonymie).
Geoffrey Faithfull, né le 28 janvier 1893 à Walton-on-Thames (Surrey) et mort le 1er décembre 1979 à Bledlow (en) (Buckinghamshire), est un directeur de la photographie et réalisateur anglais, membre de la BSC.

## Biographie
Au cinéma, Geoffrey Faithfull débute comme acteur à dix ans (première expérience restée sans lendemain) dans le court métrage muet Alice au pays des merveilles de Cecil Hepworth et Percy Stow (1903).
Il devient chef opérateur dix ans après, à 20 ans, sur Hamlet  de Hay Plumb (1913). Suivent plus de cent-quatre-vingts autres films britanniques (ou en coproduction) à ce poste, sortis entre 1917 et 1971.
En particulier, il collabore avec le réalisateur Michael Powell sur plusieurs films de sa première période (1931-1936), dont Hotel Splendide (1932) et Her Last Affaire (1936). Plus tard, il contribue à quelques films de Wolf Rilla, dont Le Village des damnés (1960).
Mentionnons également L'amour triomphe de Monty Banks (1934) et Le Train de 16 h 50 de George Pollock (1961). En outre, il est lui-même réalisateur de deux films, For You Alone (en) (1945, avec Dinah Sheridan et George Merritt) puis I'll Turn to You (1946, avec Don Stannard et George Merritt).
À la télévision britannique, Geoffrey Faithfull est directeur de la photographie sur sept séries, la première en 1951 ; la dernière est Espionage, où il retrouve Michael Powell sur l'épisode A Free Agent (1964).

## Filmographie partielle

### Directeur de la photographie

#### Cinéma
- 1913 : Hamlet de Hay Plumb
- 1916 : Molly Bawn (en) de Cecil Hepworth
- 1929 : Ça gaze (en) (Would You Believe It!) de Walter Forde
- 1931 : Two Crowded Hours de Michael Powell
- 1931 : 77 Park Lane d'Albert de Courville
- 1931 : 77, rue Chalgrin d'Albert de Courville (version française de 77 Park Lane)
- 1932 : The Rasp de Michael Powell
- 1932 : C.O.D. de Michael Powell
- 1932 : My Friend the King de Michael Powell
- 1932 : Hotel Splendide de Michael Powell
- 1932 : Rynox de Michael Powell
- 1932 : His Lordship de Michael Powell
- 1932 : The Star Reporter de Michael Powell
- 1933 : Born Lucky de Michael Powell
- 1933 : I'm an Explosive d'Adrian Brunel
- 1934 : L'amour triomphe ou Un drame à Hollywood (Falling in Love) de Monty Banks
- 1934 : Two Hearts in Waltz Time de Carmine Gallone et Joe May
- 1936 : Her Last Affaire de Michael Powell
- 1938 : Weddings Are Wonderful (en) de Maclean Rogers (en)
- 1940 : The Girl Who Forgot (en) d'Adrian Brunel
- 1946 : L'auberge des tueurs (en) (Send for Paul Temple) de John Argyle (en)
- 1952 : Down Among the Z Men de Maclean Rogers (en)
- 1953 : Marilyn (en) de Wolf Rilla
- 1954 : Port du Diable (Devil's Point) de Montgomery Tully
- 1959 : Le Pionnier de l'espace (First Man in Space) de Robert Day
- 1960 : Le Village des damnés (Village of the Damned) de Wolf Rilla
- 1960 : Le Paradis des monte-en-l'air (Two Way Stretch) de Robert Day
- 1961 : Le Train de 16 h 50 (Murder She Said) de George Pollock
- 1961 : Un traître à Scotland Yard (Offbeat) de Cliff Owen
- 1963 : Clash by Night (en) de Montgomery Tully

#### Télévision
- 1964 : Espionage (série), saison unique, épisode 23 A Free Agent de Michael Powell

### Autres fonctions
- 1903 : Alice au pays des merveilles (Alice in Wonderland) de Cecil Hepworth et Percy Stow (court métrage) : une carte à jouer
- 1945 : For You Alone (en) (réalisateur)
- 1946 : I'll Turn to You (réalisateur)